# 郷荘村
郷荘村（ごうしょうむら）は、かつて大阪府にあった村。槇尾川の下流域に位置する。村名は、和泉郡10郷のひとつ「坂本郷」に同名の荘園「坂本荘」が成立したことから「坂本郷荘」と呼称され、さらに「郷荘」と略称されるようになったことに由来する。

## 歴史
- 1889年（明治22年）4月1日、和泉郡桑原村、一条院村、今在家村[1]、坂本村、観音寺村、寺門村、今福村が合併して、和泉郡郷荘村が発足。大字今在家に村役場を設置。
- 1896年（明治29年）4月1日、郡の統廃合により、泉北郡が成立。
- 1933年（昭和8年）4月1日、泉北郡国府村、伯太村と合併して、泉北郡和泉町となる。

## 交通

### 道路
- 大津街道（河泉街道）